# Río de Valeriano
Río de Valeriano är ett vattendrag i Chile.   Det ligger i regionen Región de Atacama, i den centrala delen av landet, 500 km norr om huvudstaden Santiago de Chile.
Omgivningen kring Río de Valeriano är ofruktbar med liten eller ingen växtlighet. Området är nästan obefolkat, med mindre än två invånare per kvadratkilometer.